# Parçay-sur-Vienne
Parçay-sur-Vienne – miejscowość i gmina we Francji, w Regionie Centralnym, w departamencie Indre i Loara.
Według danych na rok 1990 gminę zamieszkiwało 515 osób, a gęstość zaludnienia wynosiła 27 osób/km² (wśród 1842 gmin Regionu Centralnego Parçay-sur-Vienne plasuje się na 672. miejscu pod względem liczby ludności, natomiast pod względem powierzchni na miejscu 692.).